# Are You Sure?
Az Are You Sure (magyarul: Biztos vagy?) egy dal, amely az Egyesült Királyságot képviselte az 1961-es Eurovíziós Dalfesztiválon. A dalt a The Allisons nevű duó adta elő angol nyelven.
A dal a brit nemzeti döntőn nyerte el az indulás jogát.
A dalt a dalfesztiválon fellépési sorrendben utolsó előttiként adták elő. A szavazás során 24 pontot szerzett, amellyel a második helyet érte el a tizenhatfős mezőnyben. Ez volt Nagy-Britannia sorozatban harmadik második helye.

## Slágerlistás helyezések
| Slágerlisták (1961) | Lh.* |
| ------------------- | ---- |
| Belgium Flandria    | 7    |
| Belgium Vallónia    | 12   |
| Hollandia           | 2    |
| Németország         | 11   |
| Norvégia            | 1    |

*Lh. = Legjobb helyezés.